# Collongues (Alpes-Maritimes)
Collongues ist eine südfranzösische Gemeinde im Département Alpes-Maritimes in der Region Provence-Alpes-Côte d’Azur. Sie gehört zum Arrondissement Grasse und zum Kanton Grasse-1. Die Bewohner nennen sich Collonguois. 

## Lage
Die Gemeinde liegt im Regionalen Naturpark Préalpes d’Azur.
Die angrenzenden Gemeinden sind La Rochette im Norden, Sallagriffon im Osten, Les Mujouls im Süden und Amirat im Westen.

## Bevölkerungsentwicklung
| Jahr      | 1962 | 1968 | 1975 | 1982 | 1990 | 1999 | 2008 | 2013 |
| --------- | ---- | ---- | ---- | ---- | ---- | ---- | ---- | ---- |
| Einwohner | 57   | 58   | 65   | 121  | 116  | 102  | 100  | 105  |

## Persönlichkeiten
- Cassien Augier (1845–1927), Ordensgeistlicher und Generaloberer der Oblaten der Unbefleckten Jungfrau Maria

## Sehenswürdigkeiten
Siehe: Liste der Monuments historiques in Collongues (Alpes-Maritimes)